# Adrie Visser
Pour les articles homonymes, voir Visser.
Adrie Visser, née le 19 octobre 1983 à Hoorn, est une coureuse cycliste néerlandaise à la retraite, professionnelle jusqu'en 2013. Elle pratique aussi bien le cyclisme sur route que la piste. C'est une sprinteuse et une spécialiste des classiques plates.

## Carrière

### Débuts
Adrie Visser pratique le patinage de vitesse dans sa jeunesse. Elle ne pratique alors le cyclisme qu'en été pour conserver la condition. Ce n'est que plus tard qu'elle ne se consacre exclusivement au vélo. Elle est tout d'abord une spécialiste de la piste et pratique le scratch, la course aux points et la poursuite. Elle obtient la médaille de bronze aux championnats du monde de 2003 et 2007. Elle participe aux jeux olympiques d'été de 2004 en course aux points.

### Saison 2007
En 2007, elle gagne l'épreuve de coupe du monde du Tour de Drenthe.

### Saison 2010
En 2010, elle rejoint l'équipe HTC-Columbia Women. Sur le Tour des Flandres, Adrie Visser part avec Grace Verbeke dans le Molenberg. Cette dernière la lâche dans la dernière difficulté qu'est le Bosberg pour aller s'imposer seule. Visser ne parvient à résister au retour du groupe de poursuivantes et termine à la cinquième place. Quatre jours plus tard, Ina-Yoko Teutenberg gagne pour la troisième fois d'affilée le Drentse 8 van Dwingeloo en étant la plus rapide du groupe de sept coureuses en tête. Le groupe d'échappée s'est détaché à environ 40 km de l'arrivée avec également Visser dans ses rangs. Celle-ci lance le sprint pour Teutenberg. Sur la troisième épreuve de coupe du monde, qui a lieu le 10 avril, le Tour de Drenthe, Visser confirme sa bonne forme et prend la septième place.
Le premier grand tour de la saison : le Tour de l'Aude, prend le départ le 19 mai. Elle prend la troisième place au sprint lors de la première étape. Sur le contre-la-montre par équipe de la troisième étape, l'équipe est deuxième derrière l'équipe Cervélo. Elle prend la tête du classement général à l'issue de la quatrième étape. Elle perd cependant la tête le lendemain dans une étape plus vallonnée,. Sur le Tour de Thuringe, sur la troisième étape, Adrie Visser remporte le sprint massif. Sur la cinquième étape, elle est troisième. A l'Open de Suède Vårgårda, l'équipe est deuxième du contre-la-montre par équipe plus d'une minute derrière l'équipe Cervélo. Sur l'épreuve en ligne, l'équipe mène le peloton en vue du sprint massif. Adrie Visser se fait cependant battre par Kirsten Wild.
L'équipe s'impose sur le contre-la-montre par équipe du Tour de Toscane devant l'équipe Cervélo. Lors du bref contre-la-montre de la quatrième étape, Adrie Visser termine cinquième,.

### Saison 2011
À l'Energiewacht Tour, dans la troisième étape, un groupe de onze comprenant les favorites de l'épreuve s'échappe au vingt cinquième kilomètre avec parmi elle Teutenberg et Adrie Visser. Cette dernière s'échappe à dix kilomètres du but avec Loes Gunnewijk et Olga Zabelinskaïa puis gagne au sprint. Elle prend également la tête du classement général. La dernière étape se termine par un emballage massif où les membres de l'équipe ne prennent pas part. Visser prend la victoire finale. Le 23 avril, elle termine troisième du Grand Prix de la ville de Roulers remporté par sa coéquipière Amber Neben. Au Tour du Trentin,  elle termine deuxième au sprint derrière sa coéquipière Ina-Yoko Teutenberg.
Le Tour de Thuringe a lieu fin juillet. L'équipe s'impose sur le prologue par équipe, long de 3,4 km. Début août, sur le Tour de Bochum, Adrie Visser part dans une échappée de six coureuses à cinq kilomètres de l'arrivée et se montre la plus rapide,.

### Saison 2012
En 2012, elle termine cinquième du Omloop van het Hageland, puis remporte la première édition du Samyn des Dames en lançant le sprint de loin.

### Saison 2013
Elle prend sa retraite à la fin de la saison 2013.

## Palmarès sur route

### Palmarès année par année
- 2001
  - 2e du championnat des Pays-Bas sur route juniors
- 2002
  - 3e du Westfriese Dorpenomloop
- 2003
  - 3e du GP Boekel
- 2004
  - 3e du Omloop van het Ronostrand
- 2005
  - Omloop door Middag-Humsterland
  - 2e du Circuit de Borsele
  - 2e du GP Sankomij Veldhoven
  - 3e de l'Omloop van Sneek
- 2006
  - 3e de L'Heure d'Or
- 2007
  - Univé Tour de Drenthe
- 2008
  - 3e étape de l'Albstadt-Frauen-Etappenrennen
  - 2e de l'Omloop door Middag-Humsterland
  - 2e du Therme Kasseienomloop
  - 7e du contre-la-montre par équipes de l'Open de Suède Vårgårda
- 2009
  - 3e du Therme Kasseienomloop
  - 3e de l'Omloop Van De Blauwe Stad
  - 5e du contre-la-montre par équipes de l'Open de Suède Vårgårda
- 2010
  - 1re étape du Tour de Toscane féminin-Mémorial Michela Fanini (contre-la-montre par équipes)
  - 3e étape du Tour de Thuringe
  - 2e de la course en ligne de l'Open de Suède Vårgårda
  - 2e du contre-la-montre par équipes de l'Open de Suède Vårgårda
  - 5e du Tour des Flandres
  - 7e de l'Univé Tour de Drenthe
- 2011
  - Energiewacht Tour :
    - Classement général
    - 3e étape

  - Tour de Bochum
  - 2e étape du Trophée d'Or féminin (contre-la-montre par équipes)
  - 2e de l'Omloop van het Hageland
  - 3e du Grand Prix de la ville de Roulers
- 2012
  - Le Samyn des Dames
  - Erondegemse Pijl
  - 3e du Grand Prix Elsy Jacobs
  - 5e du Tour des Flandres
  - 6e du Tour de Drenthe
- 2013
  - 6e du Tour des Flandres
  - 8e du contre-la-montre par équipes de l'Open de Suède Vårgårda

### Classement UCI
| Année          | 2002 | 2003 | 2004 | 2005 | 2006 | 2007 | 2008 | 2009 | 2010 | 2011 | 2012 | 2013 |
| Classement UCI | 130e | 110e | 163e | 208e | 76e  | 47e  | 74e  | 95e  | 20e  | 17e  | 26e  | 59e  |

## Palmarès sur piste

### Championnats du monde
- 2003
  -  Médaillé de bronze du scratch
- 2007
  -  Médaillé de bronze du scratch

### Coupe du monde
- 2003
  - 2e de la course aux points à Moscou
  - 3e du scratch à Moscou
- 2004
  - 1re du scratch à Sydney
- 2004-2005
  - 3e de la course aux points à Los Angeles
- 2005-2006
  - 1re du scratch à Manchester
- 2006-2007
  - 3e du scratch à Los Angeles

### Championnats nationaux
- Championne des Pays-Bas de scratch en 2003, 2004, 2005, 2006
- Championne des Pays-Bas de la course aux points en 2003, 2004, 2005 et 2006
- Championne des Pays-Bas de poursuite en 2003, 2004, 2005

### Autres compétitions
- Quatre jours de Rotterdam en 2008 avec Marianne Vos